# ماساكي واتانابي
ماساكي واتانابي (باليابانية: 渡邉 将基) (2 ديسمبر 1986 في كيوتو في اليابان – )؛ هو لاعب كرة قدم ياباني سابق كان يلعب كمدافع.

## وصلات خارجية
- ماساكي واتانابي على موقع رابطة كرة القدم اليابانية للمحترفين (اليابانية)
- ماساكي واتانابي على موقع قاعدة بيانات كرة القدم.إي يو (الإنجليزية)
- ماساكي واتانابي على موقع Soccerway.com (الإنجليزية)
- ماساكي واتانابي على موقع عالم كرة القدم.نت (الإنجليزية)